# Новооловське сільське поселення
Новооло́вське сільське поселення (рос. Новооловское сельское поселение) — сільське поселення у складі Чернишевського району Забайкальського краю Росії.
Адміністративний центр — село Новий Олов.

## Населення
Населення сільського поселення становить 486 осіб (2019; 547 у 2010, 688 у 2002).

## Склад
До складу сільського поселення входять:
| Населений пункт  | Населення, осіб (2002) | Населення, осіб (2010) |
| ---------------- | ---------------------- | ---------------------- |
| Кадая, село      | 307                    | 219                    |
| Новий Олов, село | 387                    | 328                    |